# Ilha Sainte-Marie
A ilha Sainte-Marie ou Nosy Boraha  (em francês:  Île Sainte-Marie, que significa Ilha de Santa Maria) é uma pequena ilha de Madagáscar situada a leste da ilha principal. A principal localidade na ilha é Ambodifotatra. A ilha tem 222 km2, e contava 16325 habitantes em 2001. Administrativamente pertence à província de Toamasina.

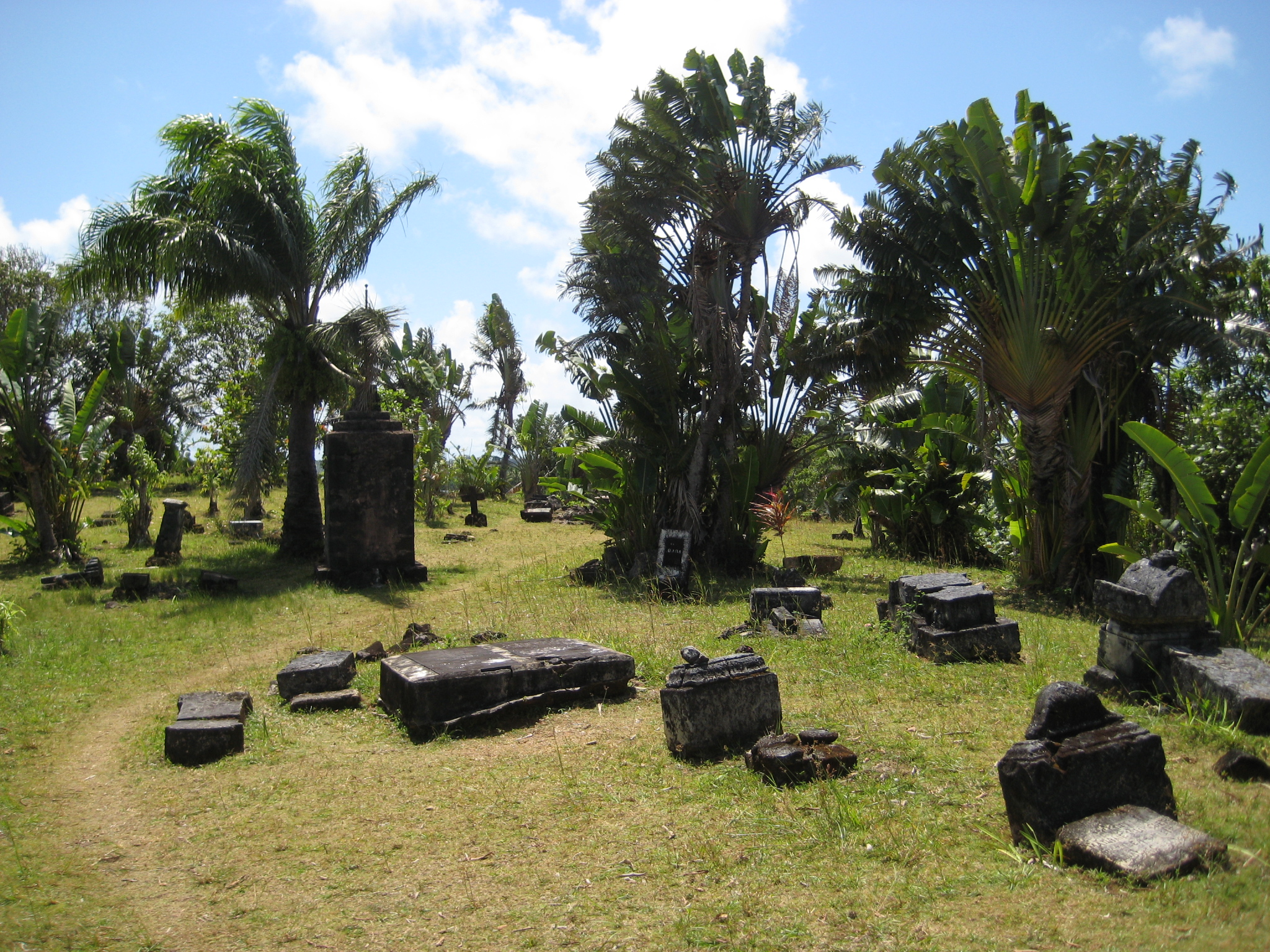
Cemitério de piratas na ilha

A ilha tem 49 km de comprimento por menos de 5 km de largura.
Dispõe de um aeroporto, situado no extremo sul, e servido pela Air Madagascar a partir de Antananarivo e de Tamatave. Muitos hotéis ficam entre o aeroporto e Ambodifotatra.
A igreja de Santa María (Église de Sainte-Marie), situada perto de Ambodifotatra e construída em 1857, é a igreja mais antiga de Madagáscar. A ilha fica nas proximidades de enseadas e baías, e algumas destas foram guaridas dos piratas nos mares do sul, sobretudo no século XVII.
A ilha foi tomada pela Real Marina francesa e ocupada pelos franceses desde 1750, tornando-se colónia francesa a partir de 1820-1822.